# Gonomyia angulifera
Gonomyia angulifera là một loài ruồi trong họ Limoniidae. Chúng phân bố ở miền Cổ bắc.